# Girija Prasad Koirala
Girija Prasad Koirala (ur. 20 lutego 1925, zm. 20 marca 2010 w Katmandu) – czterokrotny premier Nepalu, urząd ten pełnił w latach 1991-1994, 1998-1999, 2000-2001 oraz 2006-2008. Przewodniczący partii Kongres Nepalski.

## Młodość i początki działalności politycznej
Girija Prasad Koirala urodził się w Tadi, Bihar, w Indiach w 1925, gdy jego rodzina przebywała tam na uchodźstwie. Do rodzinnego kraju powrócił w 1929. Jego starszy brat, B.P. Koirala, był pierwszym wybranym demokratycznie premierem Nepalu (1959-1960). Koirala studiował na uniwersytecie w Delhi.
W 1948 Koirala założył Nepalski Kongres Związków Zawodowych. W 1960 został zatrzymany i był więziony do 1967. Po wyjściu z więzienia, do 1979 przebywał na uchodźstwie w Indiach. Od 1975 do 1991 był przewodniczącym Kongresu Nepalskiego.

## Premier 1991-1994
W 1991, w pierwszych wolnych wyborach w Nepalu zwycięstwo odniosła jego partia i Koirala został 26 maja 1991 mianowany przez króla Birendrę premierem. W czasie swych pierwszych rządów Koirala podjął kroki w kierunku zreformowania systemu edukacyjnego, służby zdrowia i krajowych mediów.
W listopadzie 1994 zmuszony był ustąpić ze stanowiska, gdy przegrał głosowanie w parlamencie nad kluczowym dla swego gabinetu wnioskiem.

## Premier 1998-1999
W kwietniu 1998 ponownie zasiadł w fotelu szefa rządu, po załamaniu się dotychczasowej koalicji rządzącej. Koirala utworzył nową koalicję, składającą się z jego Kongresu Nepalskiego, Komunistycznej Partii Nepalu (ZML) i partii Sadhbhavana. Na czele gabinetu stał do maja 1999.

## Premier 2000-2001
Trzeci raz Koirala zaczął sprawować funkcję premiera w marcu 2000, gdy dotychczasowy szef rządu został odwołany z funkcji przez parlament. W tym czasie w Nepalu trwała wojna domowa z maoistowską partyzantką. Pod adresem rządu pojawiły się również zarzuty korupcji. Koirali zarzucano brak działań na rzecz przywrócenia pokoju i opanowania sytuacji w kraju. Krytyka bierności premiera nasiliła się dodatkowo po masakrze w pałacu królewskim. W takiej sytuacji, premier zmuszony był ustąpić ze stanowiska w lipcu 2001.

## Premier 2006-2008
Po przywróceniu działania nepalskiego Zgromadzenia Narodowego w 2006, Koirala 30 kwietnia 2006 został wybrany ponownie na urząd premiera i stworzył rząd koalicyjny siedmiu partii. W czasie pierwszych miesięcy swoich rządów borykał się z własnymi problemami zdrowotnymi. Wyjechał na leczenie do Bangkoku, a w lipcu 2006 znalazł się w nepalskim szpitalu.
W listopadzie 2006 podpisał porozumienie z maoistowską Komunistyczną Partią Nepalu (Maoiści), które kończyło trwającą kilka lat wojnę domową. Na mocy porozumienia w Nepalu miała zostać przyjęta nowa tymczasowa konstytucja, maoiści mieli wejść w skład rządu oraz rozwiązać swoje bojówki wojskowe, a 20 czerwca 2007 miały odbyć się demokratyczne wybory. Wybory zostały ostatecznie przeniesione na kwiecień 2008. 15 stycznia 2007 Zgromadzenie Narodowe, wybrane w 1999, przekształciło się w Tymczasowy Parlament, w skład którego obok dotychczasowych deputowanych weszli przedstawiciele partii maoistowskiej. Tego samego dnia Tymczasowy Parlament przyjął tymczasową konstytucję, na mocy której Prasad Koirala objął funkcję Tymczasowej Głowy Państwa.
1 kwietnia 2007 w skład rządu weszli przedstawiciele Komunistycznej Partii Nepalu (M), którzy objęli w nim 5 stanowisk ministerialnych. 18 września 2007 maoiści wycofali się z rządu Koirali z powodu odmowy uchwalenia przez parlament deklaracji zniesienia monarchii. 30 grudnia 2007 maoiści powrócili do rządu po tym, jak dwa dni wcześniej parlament uchwalił deklarację o zniesieniu monarchii i ustanowieniu Republiki Nepalu po wyborach parlamentarnych w kwietniu 2008. W wyborach tych Kongres Nepalski zajął drugie miejsce, zdobywając 115 mandatów.
28 maja 2008 nowo wybrane Zgromadzenie Konstytucyjne proklamowało Nepal republiką. W dyskusji nad nowym podziałem władzy po wyborach, Kongres Nepalski zaproponował kandydaturę Prasad Koirali na stanowisko pierwszego prezydenta Nepalu. Jednakże największa partia, Komunistyczna Partia Nepalu (Maoiści), sprzeciwiła się tej propozycji. 26 czerwca 2008 w czasie posiedzenia Zgromadzenia Konstytucyjnego Koirala ogłosił swoją rezygnację. Nie mogła ona jednak dojść do skutku, gdyż urząd prezydenta pozostawał nieobsadzony, a konstytucja wymagała akceptacji dymisji rządu przez szefa państwa. 23 lipca 2008, tuż po zaprzysiężeniu nowo wybranego prezydenta Ram Baran Yadava, Koirala przedłożył mu rezygnację swojego gabinetu. Dymisja została przyjęta, jednak Koirali powierzono pełnienie funkcji szefa rządu do czasu powołania nowego gabinetu. Wraz z wyborem prezydenta przestał również pełnić funkcję tymczasowej głowy państwa.
15 sierpnia 2008 Zgromadzenie Konstytucyjne wybrało nowym premierem Nepalu lidera Komunistycznej Partii Nepalu (M), Prachandę.
Zmarł 20 marca 2010 w domu córki, cierpiał na choroby płuc.